# Gaspard Momartz
Gaspard Louis Momartz, Gasparo Ludovico Momarts dans les actes de catholicité, (né le 19 juin 1696 à Péra, Constantinople, décédé 10 novembre 1761 au même endroit) était premier drogman d'Autriche à Constantinople. Il a été baptisé et a été inhumé en l'église Sainte-Marie Draperis. Il a laissé une œuvre d'importance rédigée en grec moderne sur la vie à cette époque, la Bosporomachia. Cet ouvrage a été publié en 1766 par Eugenios Voulgaris à Leipzig.
D'origine flamande par son père et latine d'Orient par sa mère, il était jeune de langues d'Autriche en 1719 avec son frère Carl. Il a occupé un poste important au sein de l'ambassade d'Autriche à Constantinople dont il devint premier drogman. Il a joué un grand rôle dans la paix de Belgrade en 1739. Il a effectué un voyage à Alger en 1747 et également d'autres missions à Tunis en 1748 et 1749. Il était à cette époque secrétaire de légation.
Il avait épousé Lucie Testa (1722-1745), fille de Gaspard Testa, drogman de Russie puis de Hollande à Constantinople, et de Marie de Negri. De ses deux filles, il a une nombreuse descendance au travers des familles Fonton et Hübsch de Grossthal.

## Ouvrage
- Βοσπορομαχία, ἤγουν φιλονεικία Ἀσίας καὶ Εὐρώπης εἰς τὸ κατάστενον τῆς Κωνσταντινουπόλεως. Ποίημα συντεθὲν κατὰ τὸ ´αψνβ´ σωτήριον ἔτος ὑπὸ τοῦ ποτὲ ἐνδοξοτάτου καὶ ἀξιοπρεπεστάτου κυρίου σένιορ Μόμαρς, πρώτου δραγουμάνου τοῦ ἐν Κωνσταντινουπόλει πρέσβεως τοῦ Αὐστριακοῦ κράτους. Leipzig, Breitkopf 1766.

## Source
- A. Berger, Die Bosporomachia des Senior Momars, in: L. Hoffmann (Hrsg.), Zwischen Polis, Provinz und Peripherie. Beiträge zur byzantinischen Geschichte und Kultur, Wiesbaden 2005, 749-776.
- Marie de Testa & Antoine Gautier, Drogmans et diplomates européens auprès de la Porte ottomane, éditions ISIS, Istanbul, 2003, p. 70, 144 et 384.